# Kirchzell
Kirchzell ist ein Markt im unterfränkischen Landkreis Miltenberg. Der Ort im Odenwald liegt am Dreiländereck Bayern, Hessen und Baden-Württemberg.

## Geografie

### Geografische Lage
Kirchzell ist die flächenmäßig größte Gemeinde im Landkreis Miltenberg und bewirtschaftet 1300 ha Waldbestand. Die Gemeinde liegt im Geo-Naturpark Bergstraße-Odenwald im Buntsandsteingebiet. Der größte Teil des Gemeindegebiets wird von Waldbach, Gabelbach und Mud zum Main hin entwässert; im äußersten Westen hat Kirchzell – als eine von drei bayerischen Gemeinden (neben Schnelldorf und Wettringen in Mittelfranken) – über den Euterbach Anteil am Einzugsgebiet des Neckars. Der topographisch höchste Punkt der Gemeinde befindet sich mit 548 m ü. NHN (Lage) am Gipfel des Berges Der Kolli am Dreiländereck, der niedrigste liegt an der Mud auf 170 m ü. NHN (Lage).
Städte in der näheren Umgebung sind:
- Amorbach
- Erbach
- Michelstadt
- Miltenberg
- Mudau
- Walldürn

### Gemeindegliederung
Es gibt neun Gemeindeteile (in Klammern jeweils der Siedlungstyp) auf vier Gemarkungen:
| - Kirchzell (Hauptort) - Ottorfszell (Kirchdorf) - Breitenbach (Weiler) - Preunschen (Kirchdorf) - Buch (Kirchdorf) | - Watterbach (Kirchdorf) - Breitenbuch (Kirchdorf) - Dörnbach (Weiler) - Schrahmühle (Einöde) |

### Nachbargemeinden
Nachbargemeinden sind:
- Amorbach
- Mudau
- Oberzent
- Erbach
- Michelstadt

## Name

### Etymologie
Der Name Kirchzell besteht aus den mittelhochdeutschen Wörtern kirche und cëlle, im Sinne von Wirtschaftshof. Das kirch im Namen bezieht sich auf das dortige Gotteshaus, was die Schreibweise von 1534 Kirch zu Zell bestätigt.

### Frühere Schreibweisen
Frühere Schreibweisen des Ortes aus diversen historischen Karten und Urkunden:
| - 1271 Celle - 1395 Zelle - 1457 Kirchczell | - 1460 Kirchzelle - 1532 Kirch Zel - 1534 Kirch zu Zell - 1570 Kirchzell |

## Geschichte

### Bis zur Gemeindegründung
Kirchzell ist eine Gemeinde mit 1200-jähriger Geschichte. Kirchzell verdankt seine Gründung der Benediktinerabtei in Amorbach. Im Jahre 1168 geriet das Kloster Amorbach und damit auch Kirchzell unter die Herrschaft der Herren von Dürn. Dieses Fürstengeschlecht errichtete am Preunschener Berg die Burg Wildenberg (auch Wildenburg), die ein Glanzstück des Burgenbaues der Stauferzeit war.
Erstmals urkundlich erwähnt wurde Kirchzell am 19. Mai 1271 anlässlich des Verkaufs der Burg Wildenberg mit den zugehörigen Dörfern Kirchzell, Buch, Preunschen, Donebach, Mörschenhardt, Schloßau und Mudau durch Ulrich von Dürn und seine Gemahlin Adelheid an das Erzstift Mainz.
Im Jahr 1700 wurde Kirchzell als Mittelpunktgemeinde des „Kirchzeller Grundes“ das Marktrecht verliehen. Das mainzische Amt wurde im Reichsdeputationshauptschluss (1803) den Fürsten von Leiningen zugesprochen, 1806 durch Baden mediatisiert und 1810 an Hessen-Darmstadt abgetreten. Im Rezess Hessen/Bayern (Frankfurt 1816) fiel es schließlich an Bayern. Im Zuge der Verwaltungsreformen in Bayern entstand mit dem Gemeindeedikt von 1818 die heutige Gemeinde.

### Verwaltungsgeschichte
Im Jahr 1862 wurde das Bezirksamt Miltenberg gebildet, auf dessen Verwaltungsgebiet Kirchzell lag. Wie überall im Deutschen Reich wurde 1939 die Bezeichnung Landkreis eingeführt. Kirchzell war nun eine der 31 Gemeinden im Altkreis Miltenberg. Dieser schloss sich am 1. Juli 1972 mit dem Landkreis Obernburg am Main zum neuen Landkreis Miltenberg zusammen.

### Eingemeindungen
Im Zuge der Gebietsreform in Bayern wurden am 1. Januar 1975 die Gemeinden Ottorfszell, Preunschen (Gemeindename bis 1870 Preunschen-Buch) und Watterbach in den Markt Kirchzell eingegliedert. Zu ihnen gehörten die Gemeindeteile Breitenbuch und Buch sowie die Weiler Dörnbach, Breitenbach, Schrahmühle und Hofmühle.

### Einwohnerentwicklung
Im Zeitraum 1988 bis 2018 sank die Einwohnerzahl von 2362 auf 2221 um 141 Einwohner bzw. um 6 %. Anfang der 1990er Jahre zählte der Markt ca. 2500 Einwohner.

## Politik

### Marktgemeinderat
Der Marktgemeinderat besteht aus 14 Mitgliedern, die sich nach der Kommunalwahl am 15. März 2020 für die Wahlperiode 2020–2026 wie folgt aufteilen:
- SPD: 3
- FW: 5
- CSU: 6

### Bürgermeister
Bürgermeister ist Stefan Schwab (CSU).
Dieser wurde bei der Kommunalwahl 2020 ohne Mitbewerber mit 86,4 % der gültigen Stimmen zum wiederholten Mal im Amt bestätigt.

### Wappen
| Wappen Markt Kirchzell | Blasonierung: „In Rot eine kleine silberne Kirche mit Dachreiter und Säulenportal an der Stirnseite, beides mit aufgesetztem schwarzem Kreuz, begleitet vorne von einem linksgewendeten, goldenen Bischofsstabkopf, hinten von einem sechsspeichigen, silbernen Rad.“ |
| Wappen Markt Kirchzell | Wappenbegründung: Die Kirche fungiert als redendes Wappensymbol, Bischofsstab und Mainzer Rad weisen auf die Zugehörigkeit zu Kurmainz und zum Kloster Amorbach hin. Wappengeschichte: Kirchzell ist seit der ersten Hälfte des 19. Jahrhunderts Markt. Die Kirche steht redend für den Ortsnamen, der in dieser Form seit 1460 belegt ist. Ursprünglich hieß der Ort Celle. Der Abtstab erinnert an die grundherrschaftlichen Rechte, die das Benediktinerkloster Amorbach vom 12. Jahrhundert bis zur Säkularisation 1803 im Gemeindegebiet innehatte. Das sechsspeichige Rad, das so genannte Mainzer Rad, sowie die Farben Silber und Rot weisen auf den Kurstaat Mainz als Inhaber von Gerichts- und Patronatsrechten in Kirchzell hin. Das Erzstift Mainz ist seit 1271 im Ort belegt und hatte wenig später die hohe Vogtei im Amt Wildenberg inne, zu dem Kirchzell gehörte. Dieses Wappen wird seit 1964 geführt. |

## Bildung und Kultur

### Museen
- Waldmuseum im Watterbacher Haus im Ortsteil Preunschen. Das Watterbacher Haus ist ein sogenanntes Wohnstallhaus und gilt als eines der ältesten Bauernhäuser im Odenwald. Das „Firstständerhaus“ wurde um 1475 erbaut. Ursprünglich stand es in Watterbach. 1966 wurde es zunächst nach Breitenbach und dann 1981 nach Preunschen versetzt. Im Waldmuseum werden die forstgeschichtliche Entwicklung des Odenwaldes, die Waldnutzung früherer Zeiten, die Korbmacherei und das Zapfenpflücken dargestellt.

### Bauwerke
- Reste des Limes, einst Schutzwall der Römer gegen die Germanen
- hochmittelalterliche Burgruine Wildenberg (auch Wildenburg) aus der Stauferzeit, auf der Wolfram von Eschenbach Teile seines Parzival geschrieben haben soll
- ältester Bildstock im Odenwald in Breitenbach aus dem Jahre 1483, weitere historische Bildstöcke auch in den anderen Ortsteilen
- Watterbacher Haus – ältestes Fachwerkhaus im Odenwald

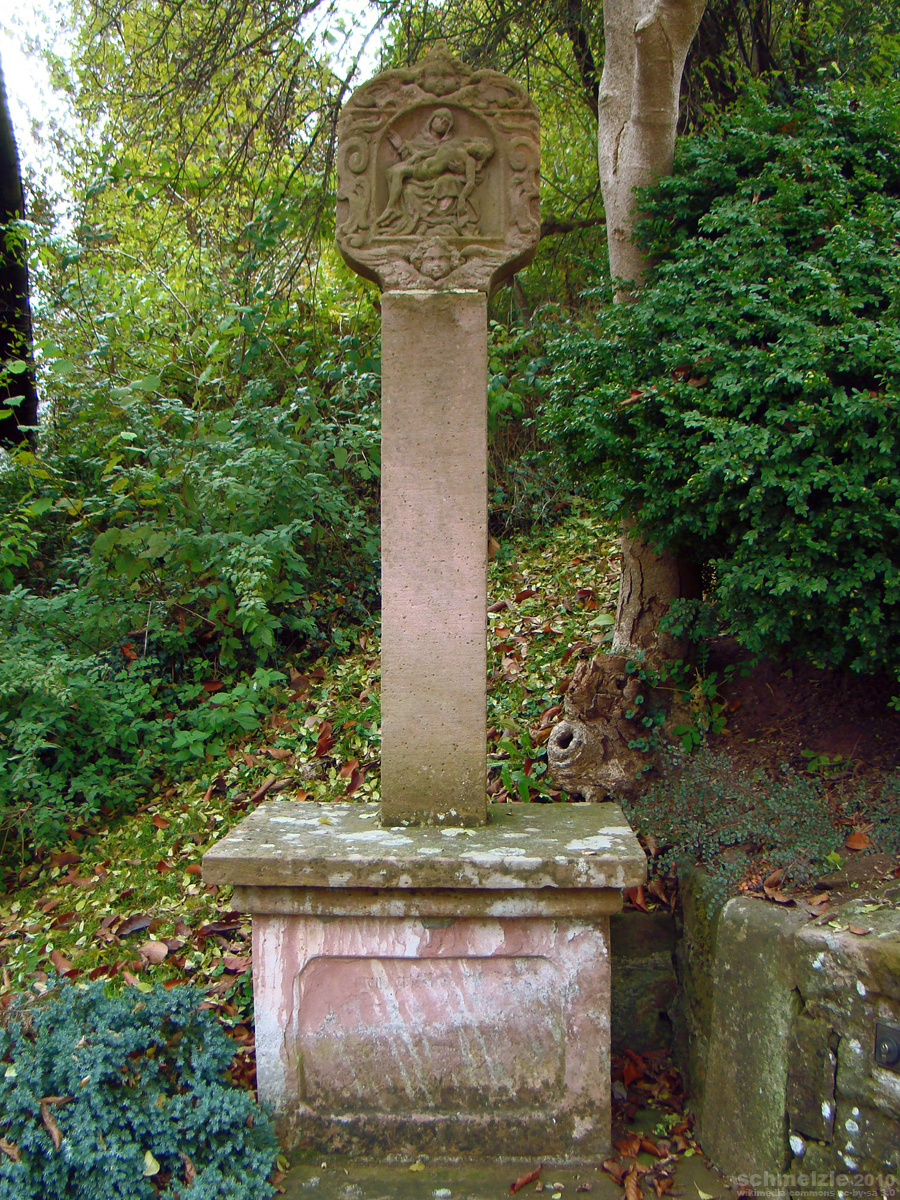
Bildstock in Watterbach
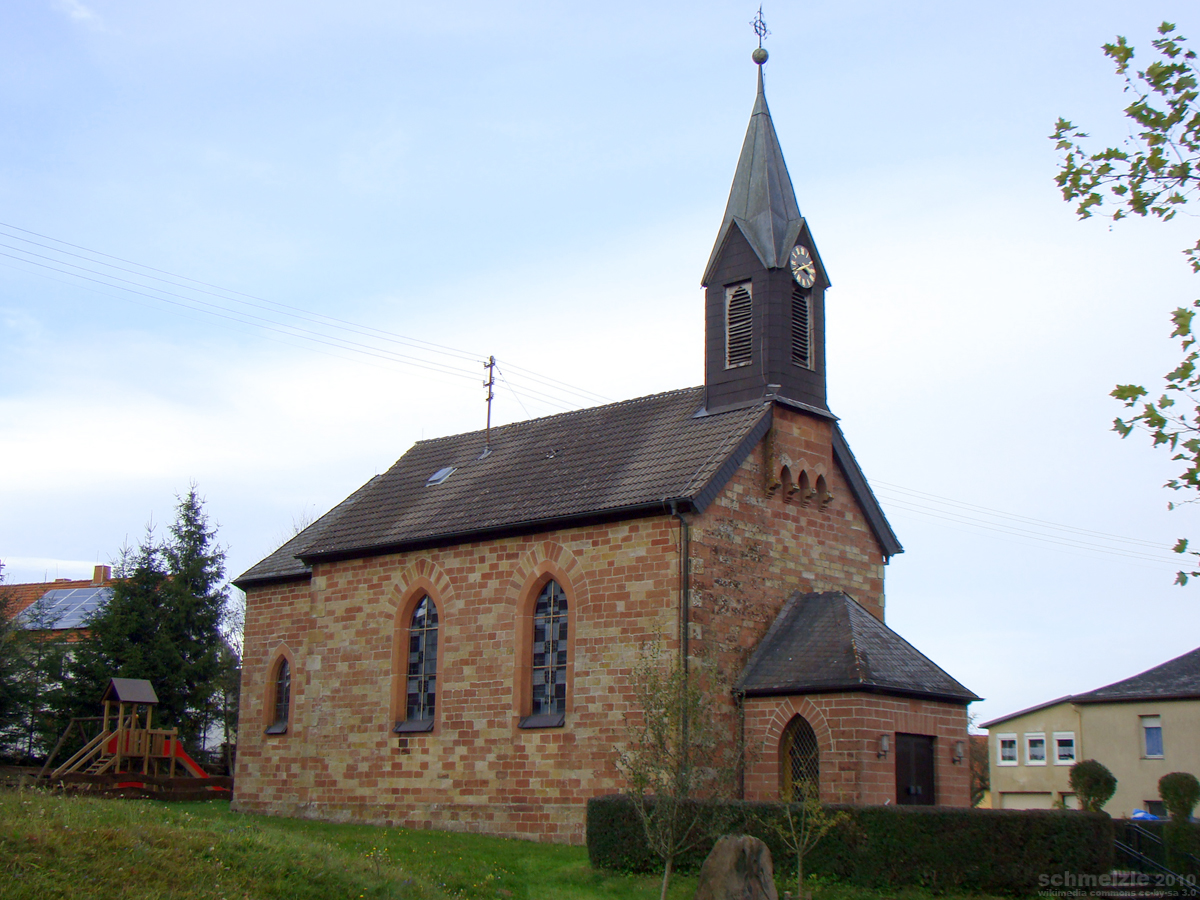
Kirche in Breitenbuch
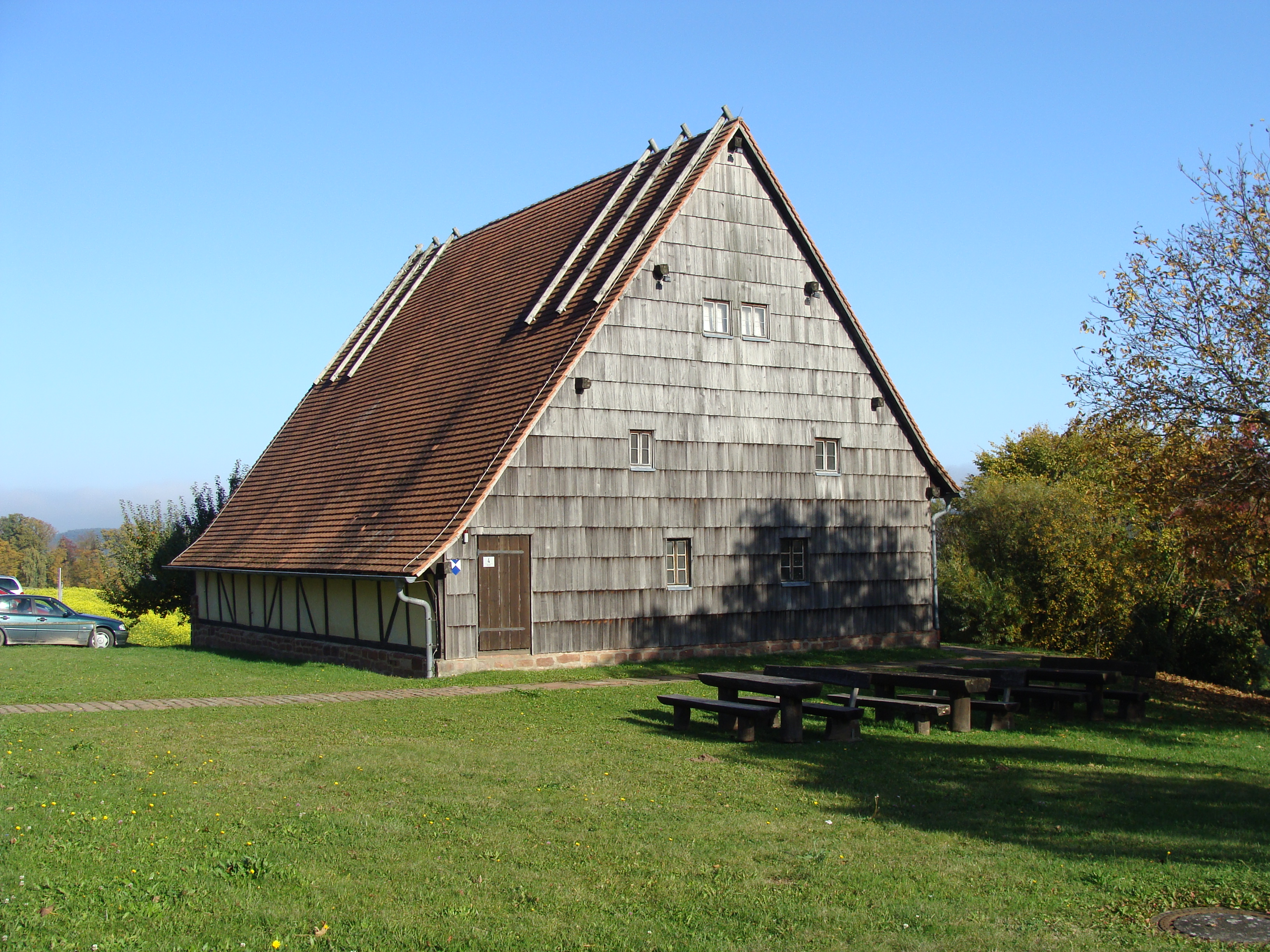
Watterbacher Haus in Preunschen
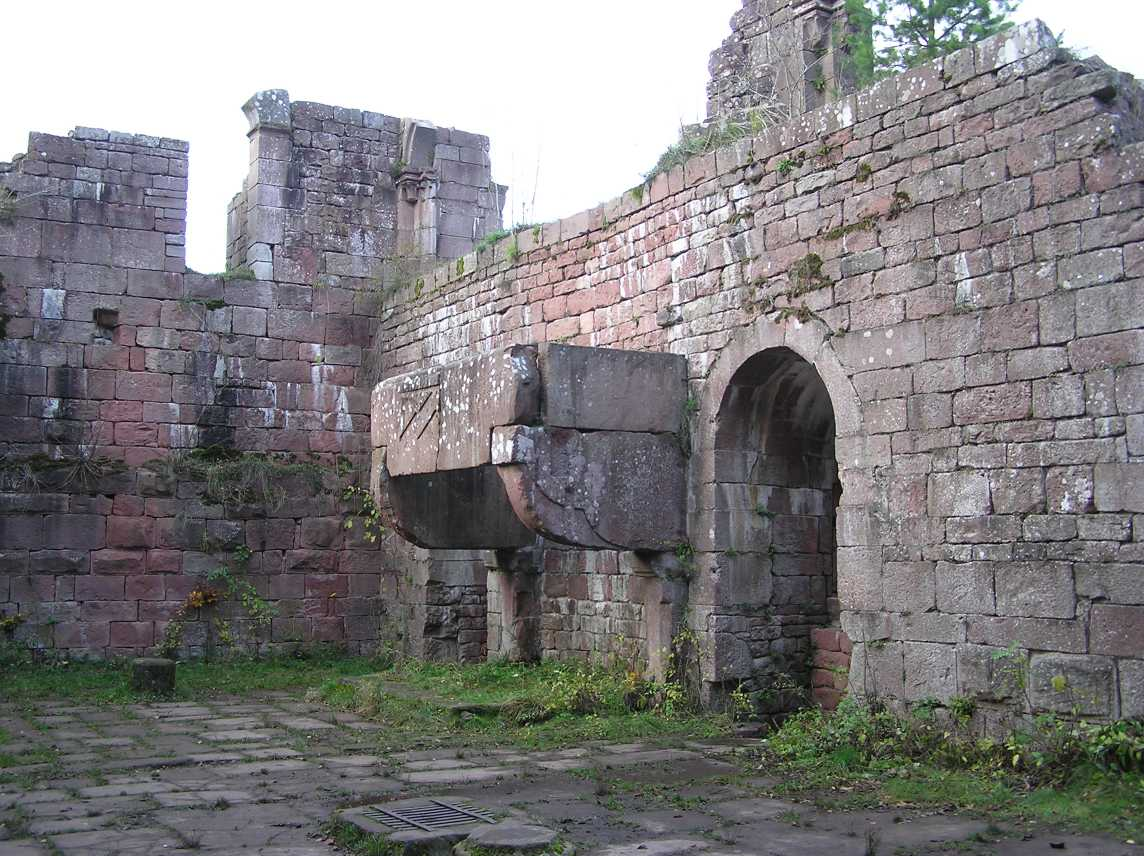
Burg Wildenberg, Palaswand mit Kamin
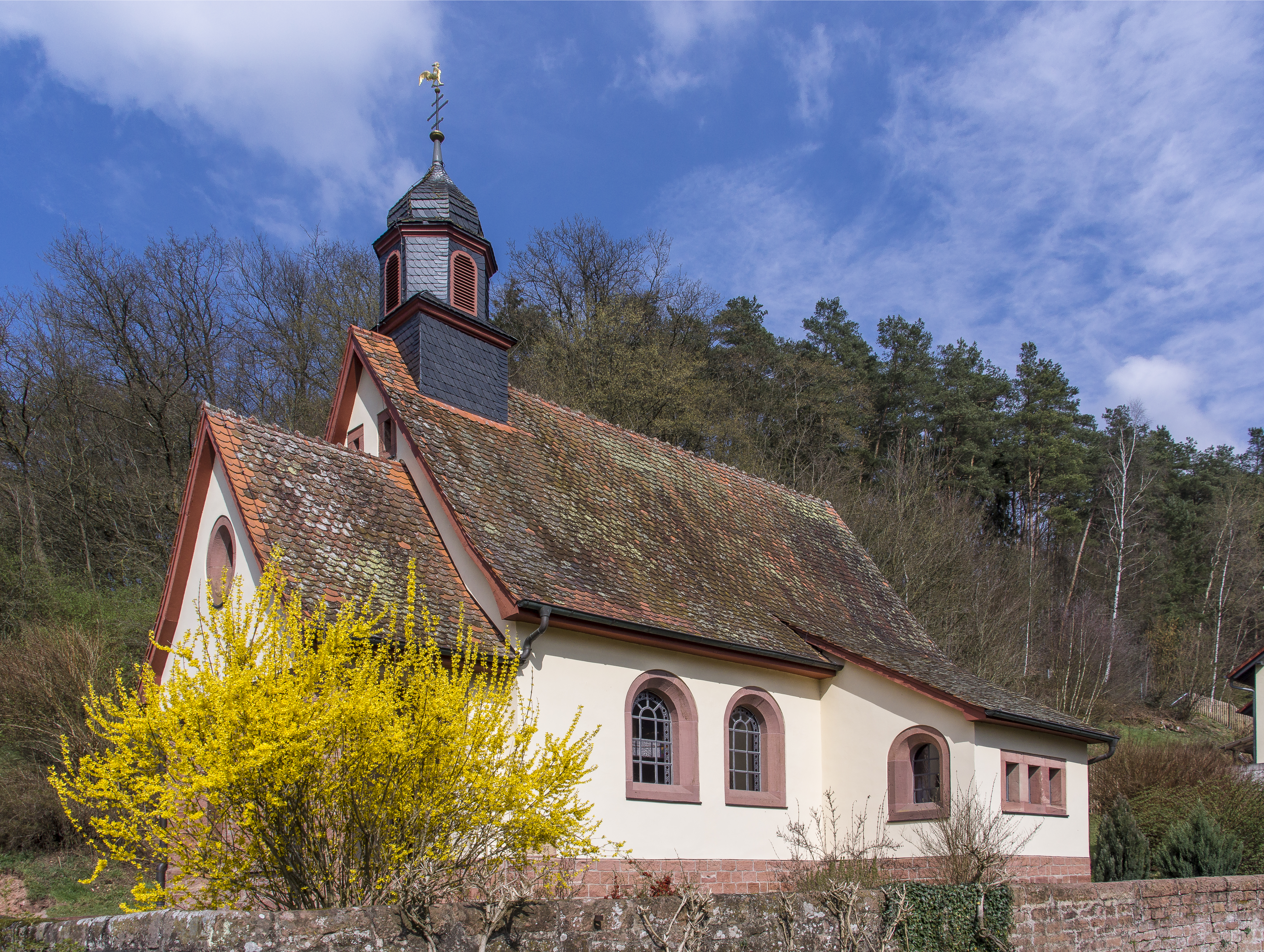
Kirche Ottorfszell

### Wanderwege
Durch die Gemeindeteile Breitenbach, Ottorfszell und Preunschen führt der Nibelungensteig, ein 130 Kilometer langer, mit dem Gütesiegel „Qualitätsweg Wanderbares Deutschland“ zertifizierter Fernwanderweg.

### Musik
Kirchzell besitzt seit 1891 einen Gesangverein:
- Männerchor (seit 1891)
- Frauenchor (seit 1999)
- VoCapella (seit 2002)
- Piccolino (seit 2005)
- Chor 4 You

Männer- und Frauenchor sowie VoCapella stehen unter der Leitung von Hermann Trunk. Piccolino und Chor 4 You werden von Birgit Wagner geleitet.

### Sport
Der 1908 gegründete Handballverein TV Kirchzell spielte in der Saison 2016/17 in der 3. Liga. Der Fußballclub Kickers Kirchzell wurde im Jahr 1922 gegründet.

## Natur und Schutzgebiete
Im Westen der Gemarkung Watterbach steht an der Grenze zu Hessen mit dem Naturschutzgebiet „Eutergrund bei Bullau“ ein typisches Odenwälder Wiesental unter Schutz.

## Verkehr
Der Ort hat folgende Verkehrsanbindungen:
- ca. 45 km zum Autobahnanschluss A 81
- ca. 50 km zum Autobahnanschluss A 3
- ca. 51 km zum ICE in Aschaffenburg
- ca. 6 km zur Regionalbahn in Amorbach
- ca. 89 km zum Flughafen Frankfurt Main

## Kurioses
Kirchzell
Auch in Kirchzell hat man in der Mitte des 19. Jahrhunderts die Bohne angebaut. Im Dialekt nannte man die sie umgebende längliche Hülse „Schludde“, also die ganze Frucht „Schluddebohne“. Die kuriose Wortschöpfung war natürlich für die Nachbarorte Grund für den Spitznamen - Ortsnecknamen.
Ottorfszell
Raben und Krähen sind die Vögel mit der größten Intelligenz, das haben Wissenschaftler in einer Untersuchung festgestellt. Dies bescheinigen auch die Nachbargemeinden, indem sie die Bewohner des Gabelbachtales mit dem Ortsnecknamen „Talkrabbe“ bedachten.
Watterbach
Den Spottnamen, Ortsnecknamen „Gräbbeleshüpfer“ haben die Watterbacher von ihren Nachbarn erhalten, weil sie durch landwirtschaftlich genutzte Flächen Bewässerungsgräben zogen, um auf dem hochliegenden Gebiet einigermaßene Erträge zu erzielen.